# Noël Salomon
Noël Salomon (23 de enero de 1917 - 18 de marzo de 1977) fue un historiador e hispanista francés.

## Biografía
Director del Instituto de Estudios Ibéricos e Ibero-americanos de la Universidad de Burdeos, investigó los aspectos rurales de la literatura del Siglo de Oro, en especial el teatro y Lope de Vega, y descubrió la especial relevancia social de la figura del labrador rico en la Comedia nueva de éste. También indagó en la literatura hispanoamericana, sobre autores como José Martí, Domingo Faustino Sarmiento, José Enrique Rodó o Alejo Carpentier. 

## Obras
- La campagne de Nouvelle Castille à la fin du XVIe siècle d'après les Relaciones topográficas (Tesis, Burdeos, 1959) traducido como La vida rural castellana en tiempos de Felipe II (Barcelona : Planeta, 1973).
- Recherches sur le thème paysan dans la "comedia" au temps de Lope de Vega (Bordeaux : Féret, 1965), traducido como Lo villano en el teatro del Siglo de Oro (Madrid : Castalia, 1985).
- Juárez en la conciencia francesa, 1861-1867 (México : Secretaría de Relaciones Exteriores, 1975).
- Etudes américaines (Bordeaux : Editions Bière, 1980).